# Exploração de Vênus
O planeta Vênus foi o primeiro planeta do Sistema Solar que foi visitado por uma sonda espacial. A exploração espacial de Vênus compreende numerosas sondas estadunidenses e soviéticas durante as décadas de 1960 e 1970 do século XX. A quantidade de sondas de exploração enviadas a Vênus foi reduzida durante as décadas de 1980 e 1990 e é atualmente o principal objetivo de missões científicas da Europa e do Japão. 
A órbita de Vênus é cerca de 28 de vezes mais próxima do Sol em comparação à Terra, por isso, as naves que viajam até Vênus percorrem mais de quarenta e um milhões de quilômetros, passando pela escavação gravitacional do Sol, perdendo parte da energia gravitacional durante este processo. A energia gravitacional passa a se transformar em energia cinética, que se traduz em um aumento de velocidade da nave. Fazendo-se uma comparação, é algo parecido como uma manobra de descida quase vertical de um avião, tendo que aterrissar justo quando a velocidade é maior, o qual faz com que este tipo de trajetória deva ser afinada com muita precisão. Por outro lado, a atmosfera de Vênus não suporta muitas aerofrenagem do mesmo tipo que outras naves têm efetuado em Marte, já que para sua execução, é necessário contar com uma informação extremamente precisa sobre a densidade atmosférica nas partes mais superiores e, sendo Vênus um planeta com uma atmosfera massiva, suas partes externas são muito mais variáveis e complicadas, comparadas ao caso de Marte.